# František Kubík
Pour les articles homonymes, voir Kubik.
František Kubík est un footballeur international slovaque né le 14 mars 1989 à Prievidza. Il évolue au poste d'attaquant ou de milieu offensif.

## Carrière
Le 29 avril 2011, un an après son arrivée à l'ADO La Haye, son transfert à partir de juillet 2011 est conclu avec le club russe de Kuban Krasnodar.

## Palmarès

### AS Trenčín
- Champion de Slovaquie : 2015

### Slovan Bratislava
- Coupe de Slovaquie : 2017